# Вирата (Махабхарата)
Вира́та (санскр. विराट) — герой древнеиндийского эпоса «Махабхарата», царь матсьев, при дворе которого Пандавы скрывались в течение последнего, тринадцатого года своего изгнания.
По условиям игры в кости, последний год проигравшие должны были провести неузнанными в населённом месте. Жизнь Пандавов при дворе Вираты описана в четвёртой книге «Махабхараты» «Виратапарве». Вирата был женат на Судешне и был отцом царевича Уттары и царевны Уттары. Пандавам, поступившим на службу к Вирате, пришлось несладко. Особенно страдала Драупади, ставшая горничной царицы, от домогательств царского шурина и военачальника Кичаки. Незадолго до истечения срока изгнания на царство Вираты напали Кауравы с союзными тригартами, давними врагами Вираты. Нападавшие покушались на знаменитые стада матсьев, но были разбиты Пандавами, освободившими Вирату, захваченного врагами. Узнав, что под кровом его дворца жили великие герои Пандавы, Вирата пожелал с ними породниться, и к общей радости была сыграна свадьба сына Арджуны Абхиманью с дочерью Вираты Уттарой. Через полгода произошла битва на Курукшетре, где Вирата стал одним из могущественных союзников Пандавов: его войско составило одну из семи армий Пандавов. Вместе со своим зятем Абхиманью и своими тремя сыновьями (Уттарой, Шветой и Шанкхой) Вирата погиб от руки Дроны на Курукшетре.